# Communauté de communes du Pays de Livarot
La communauté de communes du Pays de Livarot  est une ancienne communauté de communes française, située dans le département du Calvados et la région Normandie.

## Histoire
La communauté de communes est créée par arrêté préfectoral du 20 décembre 2001, avec effet au 1er janvier 2002. Le 1er janvier 2017, l'intercommunalité fusionne avec les communautés de communes Lintercom Lisieux - Pays d'Auge - Normandie, de la Vallée d'Auge, du Pays de l'Orbiquet et des Trois Rivières pour former la communauté d'agglomération Lisieux Normandie.

## Composition
Jusqu'au 31 décembre 2015, elle était composée de vingt-trois communes du canton de Livarot :
1. Auquainville
2. Les Autels-Saint-Bazile
3. Bellou
4. La Brévière
5. La Chapelle-Haute-Grue
6. Cheffreville-Tonnencourt
7. La Croupte (dans le canton d'Orbec avant la réforme des collectivités territoriales)
8. Fervaques
9. Heurtevent
10. Lisores
11. Livarot
12. Le Mesnil-Bacley
13. Le Mesnil-Durand
14. Le Mesnil-Germain
15. Les Moutiers-Hubert
16. Notre-Dame-de-Courson
17. Sainte-Foy-de-Montgommery
18. Saint-Germain-de-Montgommery
19. Sainte-Marguerite-des-Loges
20. Saint-Martin-du-Mesnil-Oury
21. Saint-Michel-de-Livet
22. Saint-Ouen-le-Houx
23. Tortisambert

Du 1er janvier au 31 décembre 2016, elle était composée de trois communes :
- Lisores
- Val-de-Vie, commune née du regroupement des communes suivantes
  - La Brévière
  - La Chapelle-Haute-Grue
  - Sainte-Foy-de-Montgommery
  - Saint-Germain-de-Montgommery
- Livarot-Pays-d'Auge, commune née du regroupement des communes suivantes
  - La Croupte
  - Auquainville
  - Les Autels-Saint-Bazile
  - Bellou
  - Cheffreville-Tonnencourt
  - Fervaques
  - Heurtevent
  - Livarot
  - Le Mesnil-Bacley
  - Le Mesnil-Durand
  - Le Mesnil-Germain
  - Les Moutiers-Hubert
  - Notre-Dame-de-Courson
  - Sainte-Marguerite-des-Loges
  - Saint-Martin-du-Mesnil-Oury
  - Saint-Michel-de-Livet
  - Saint-Ouen-le-Houx
  - Tortisambert

## Administration
| Période       | Période       | Identité          | Étiquette | Qualité                                                       |
| ------------- | ------------- | ----------------- | --------- | ------------------------------------------------------------- |
| décembre 2001 | avril 2008    | Guy Maheux        |           | Conseiller municipal de Bellou                                |
| avril 2008    | décembre 2016 | Sébastien Leclerc | DVD       | Gérant de société, conseiller départemental, maire de Livarot |